# Regionaler Naturpark Haut-Jura

Logo des Parks

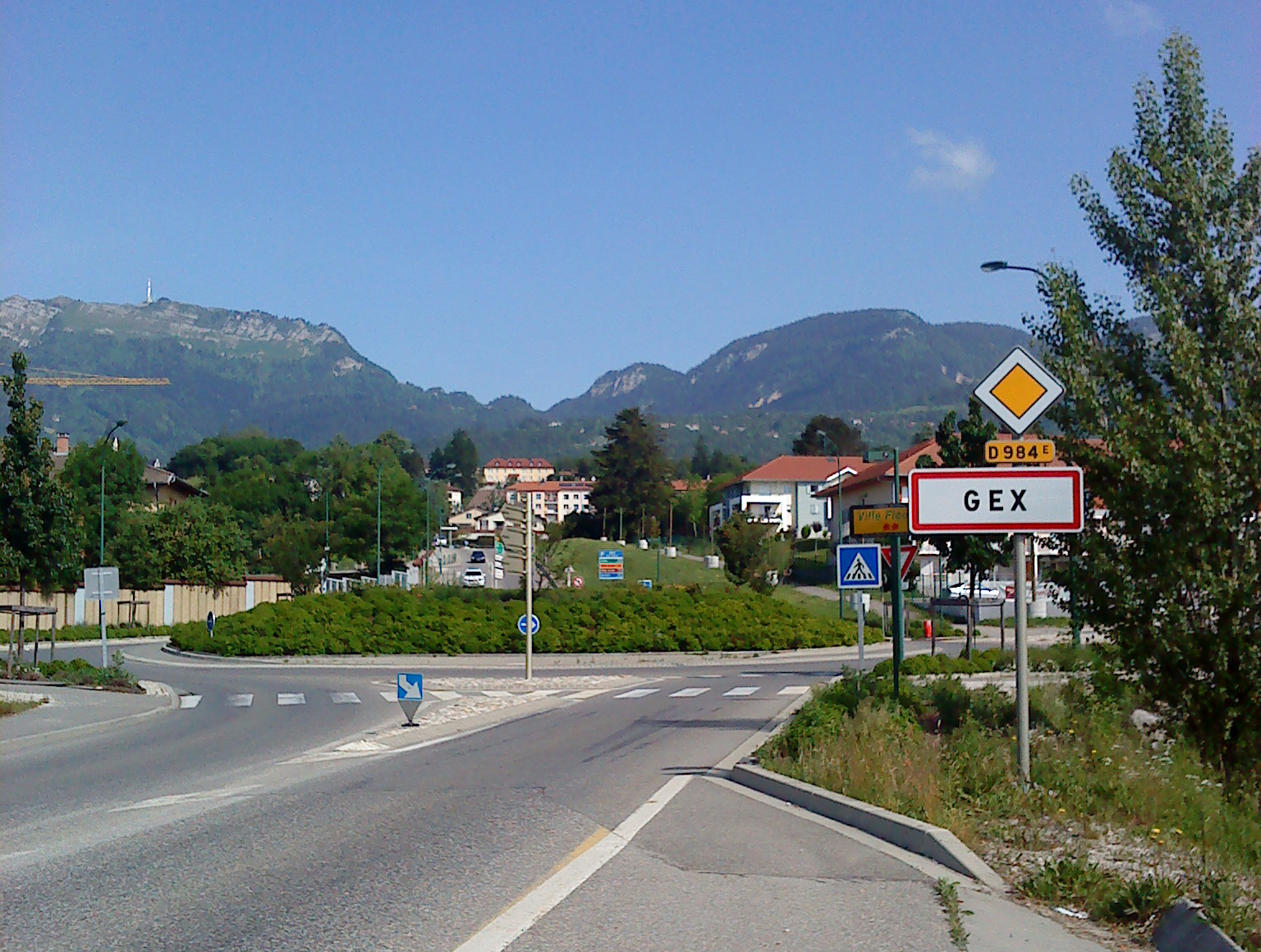
Gex mit Berg Montrond und Col de la Faucille

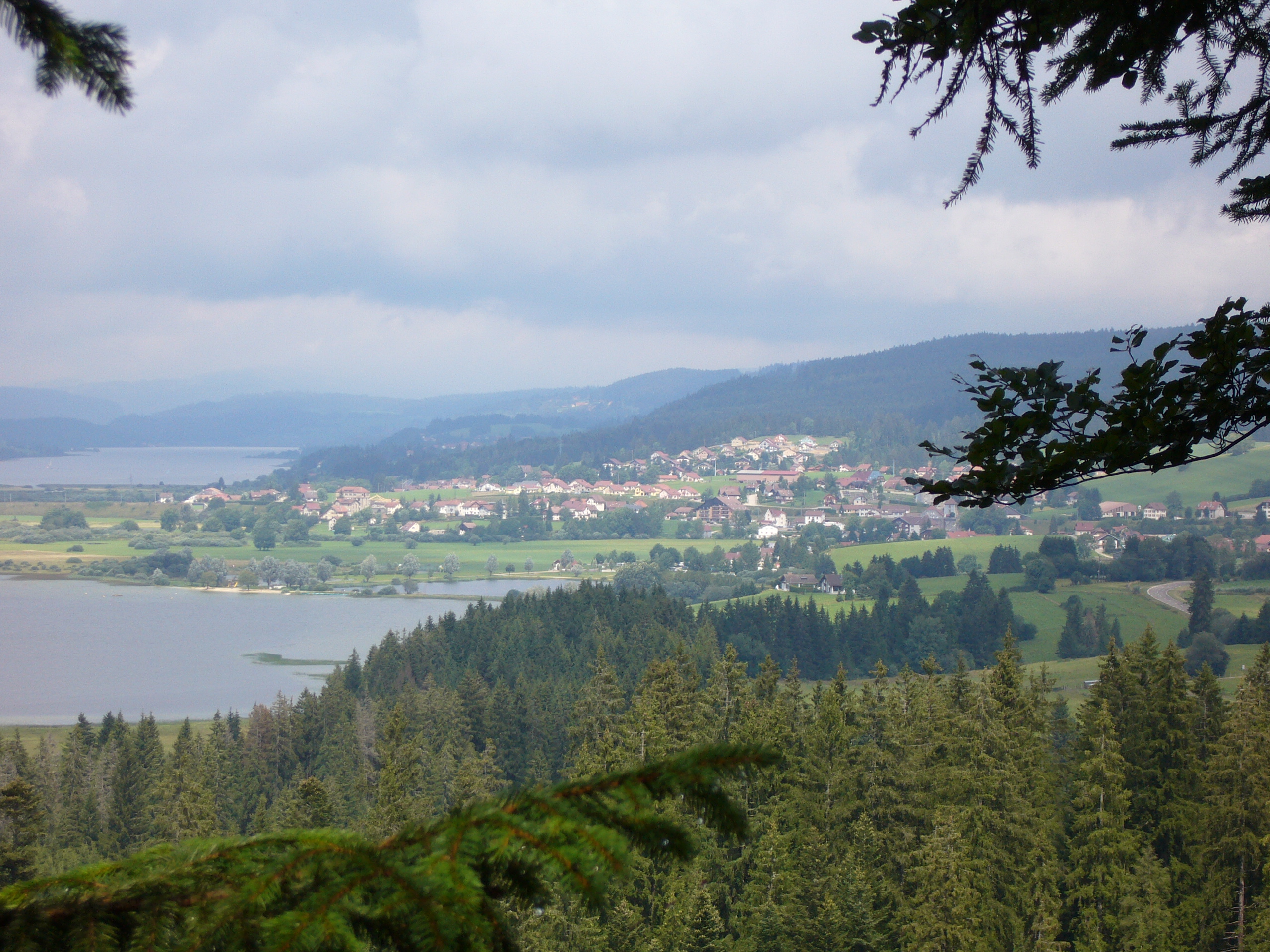
Labergement-Sainte-Marie

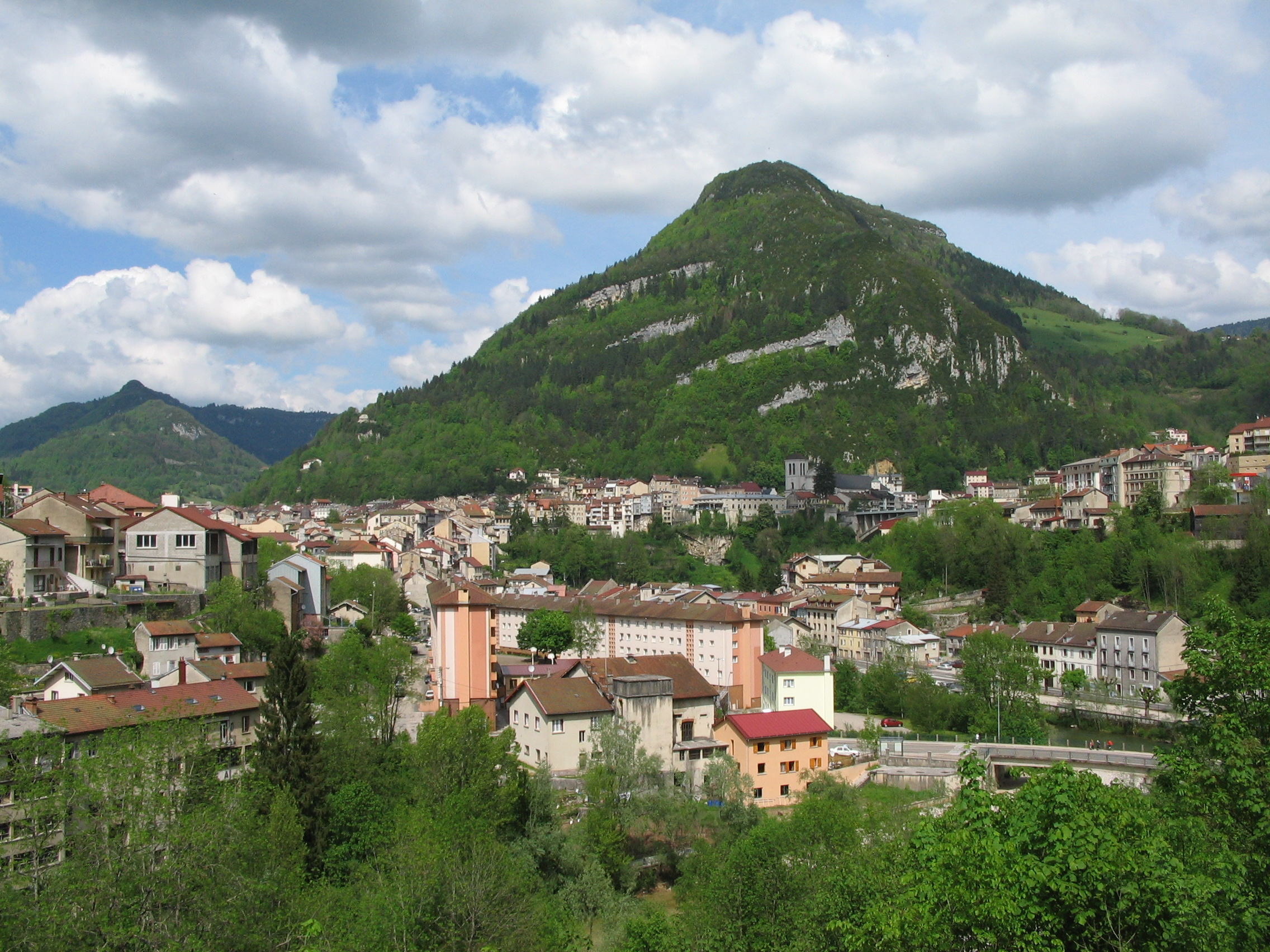
Saint-Claude

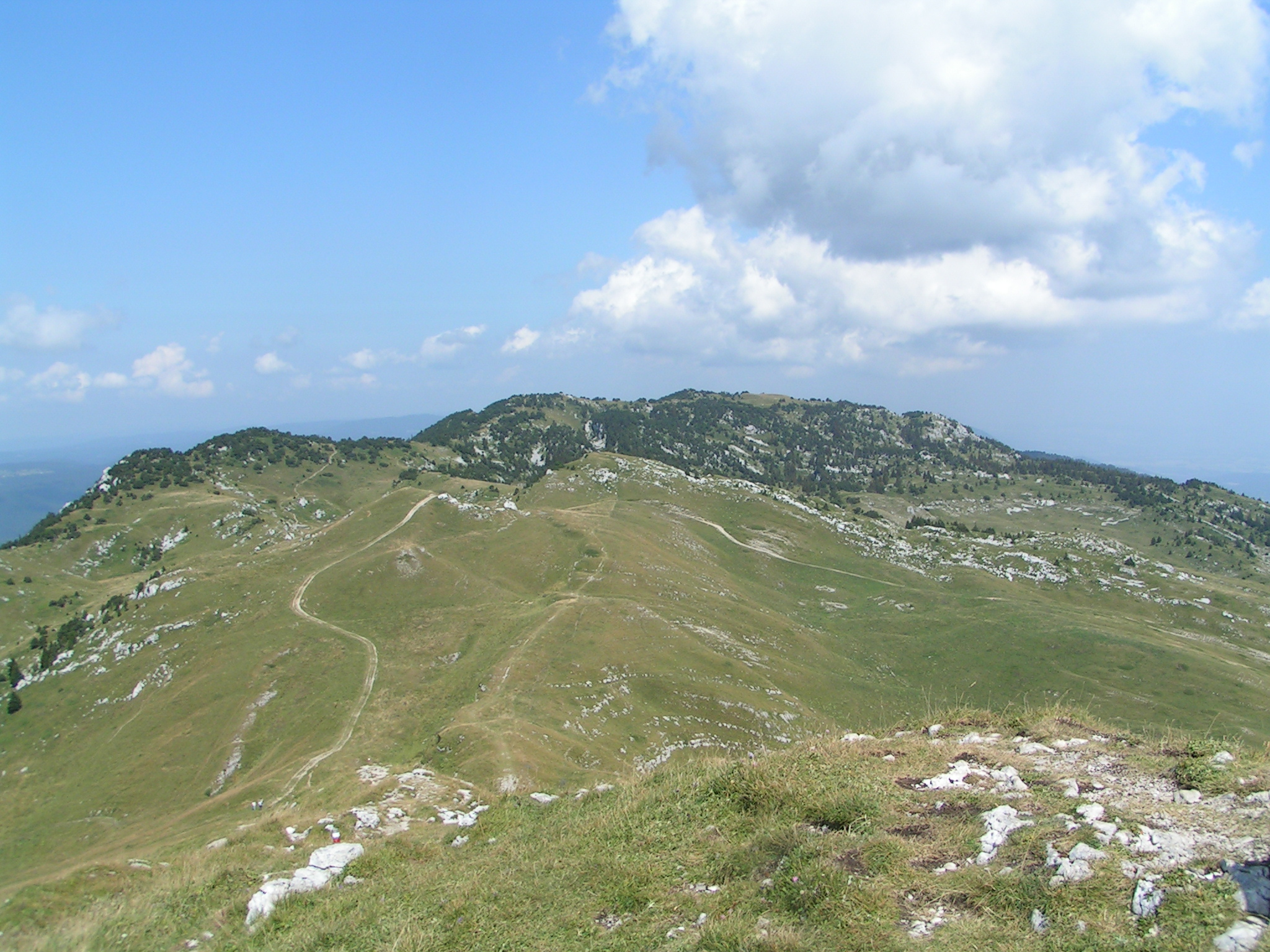
Crêt de la Neige

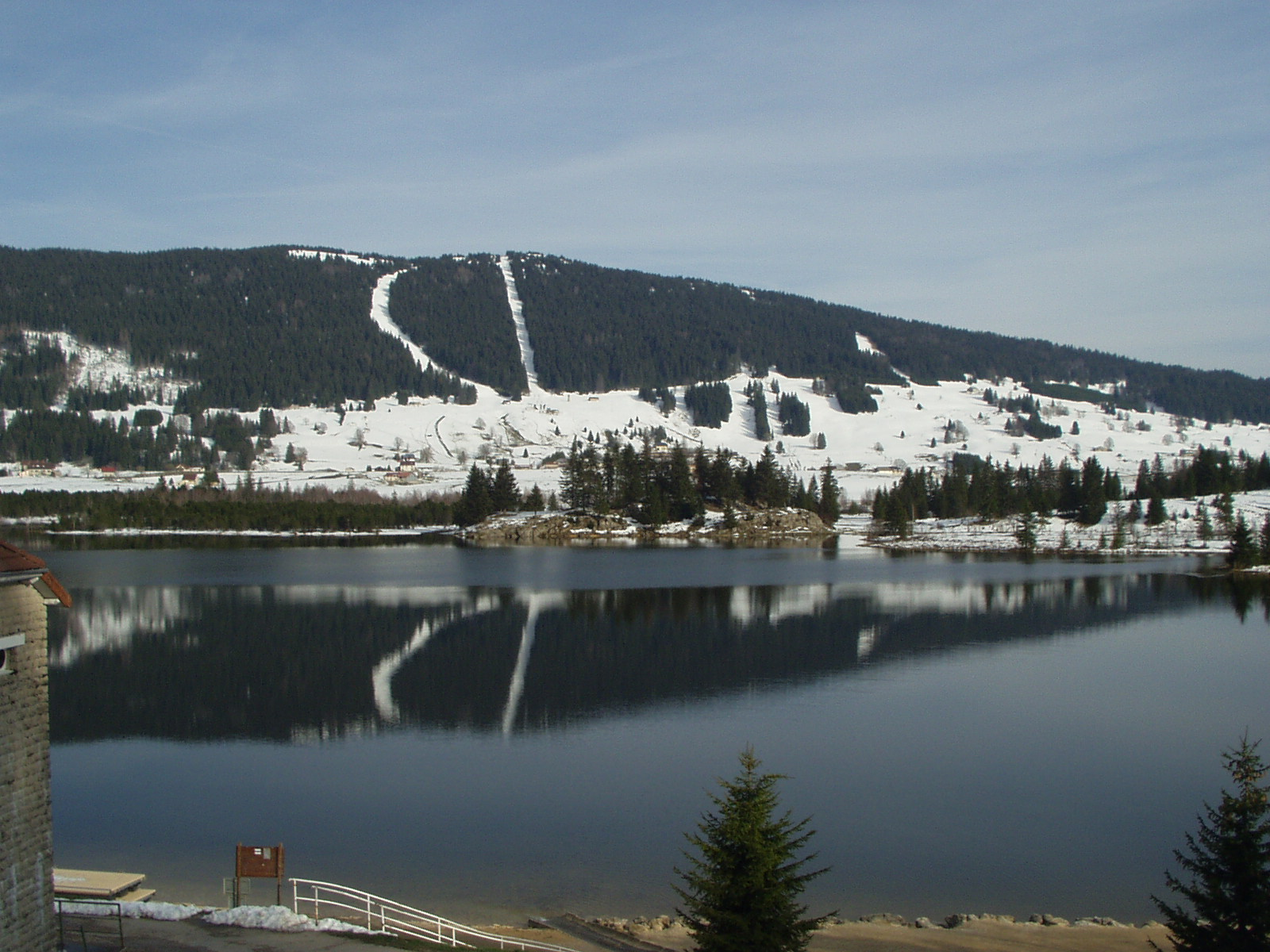
Lac des Rousses

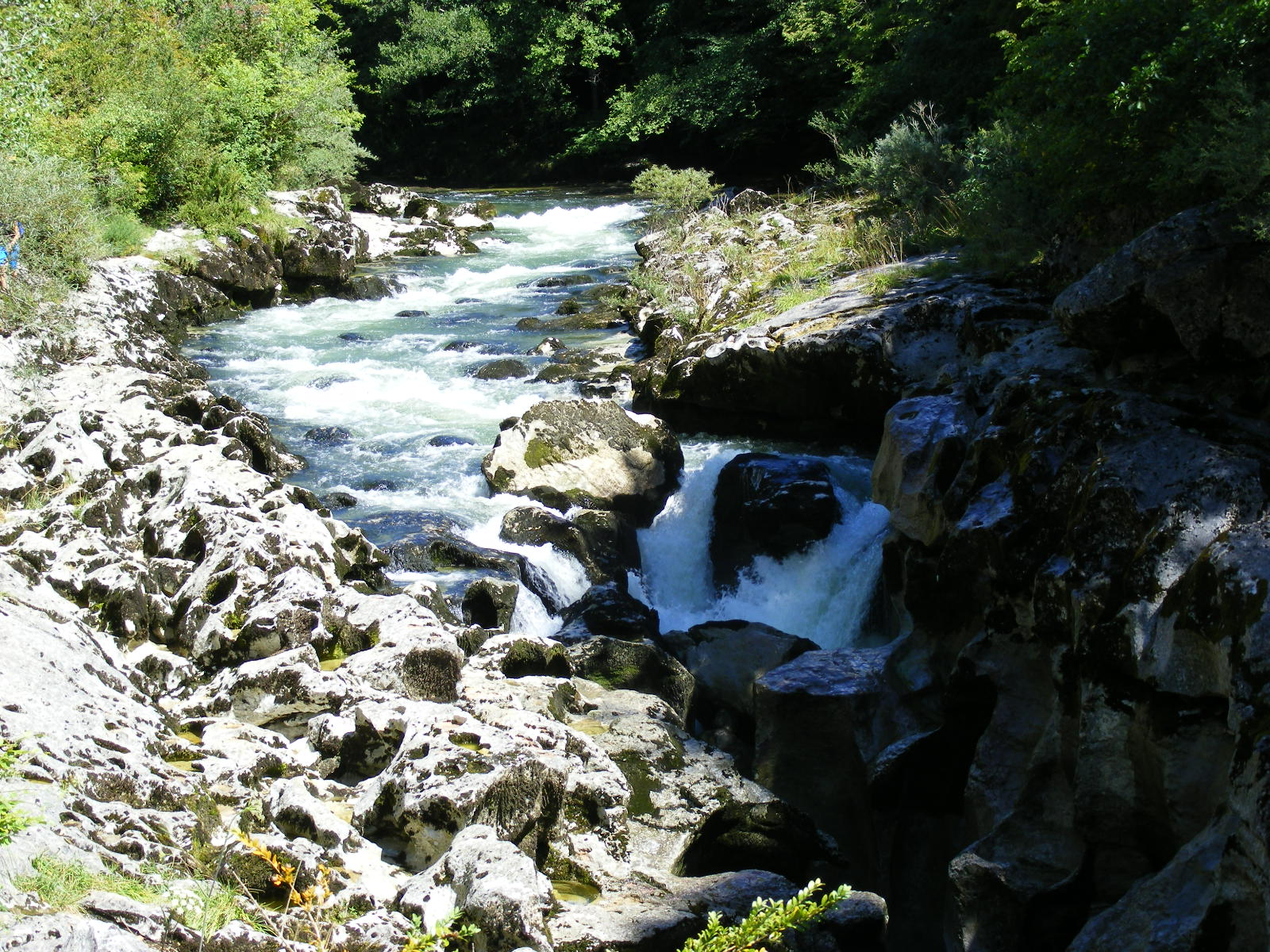
Die Valserine fällt hier in einen engen Canyon im Karst bei Bellegarde-sur-Valserine

Der Regionale Naturpark Haut-Jura (frz. Parc naturel régional du Haut-Jura) liegt im südwestlichen Abschnitt des Juragebirges in den französischen Regionen Bourgogne-Franche-Comté sowie Auvergne-Rhône-Alpes und grenzt im Osten teilweise an das schweizerische Staatsgebiet und an den dort befindlichen Parc naturel régional Jura vaudois.
- Der nordöstliche Teil des Naturparks liegt im Département Doubs und umgrenzt etwa den Oberlauf des Flusses Doubs.
- Der mittlere Teil liegt im Département Jura und umfasst das Gebiet vom Hochjura (frz. Haut-Jura) mit den höchsten Erhebungen des Parks im Osten bis zum Tal des Ain im Westen.
- Der südliche Teil liegt im Département Ain in der benachbarten Region Rhône-Alpes und reicht im Süden bis an das Rhônetal heran.

## Parkverwaltung
Die Gründung des Naturparks erfolgte am 21. April 1986 und umfasst heute eine Fläche von rund 178.000 Hektar. Die Parkverwaltung hat ihren Sitz in Lajoux (46° 22′ 30″ N, 5° 58′ 21″ O), wo sich das „Maison du Parc“ befindet. 118 Gemeinden mit einem Einzugsgebiet von etwa 82.000 Bewohnern bilden den Park. Darüber hinaus sind die Gemeinden Bellegarde-sur-Valserine, Champagnole, Divonne-les-Bains, Ferney-Voltaire, Gex, Pontarlier und Oyonnax als Zugangsorte mit dem Park assoziiert.

## Größere Orte im Park
- Dortan
- Morbier
- Moirans-en-Montagne
- Morez
- Les Rousses
- Saint-Claude
- Saint-Lupicin

## Landschaft
Der Naturpark liegt geologisch gesehen im Gebiet des Kettenjura, das durch meist parallele, von Nordost nach Südwest verlaufende Bergketten aus Kalkgestein geprägt ist. Hier befinden sich auch die höchsten Gipfel, der Crêt de la Neige (1720 m), der Reculet (1719 m) und der Grand Crêt (1702 m). Die zwischen den Ketten verlaufenden Flüsse entwässern im nördlichen Teil nach Nordosten (Doubs und Orbe) und im südlichen Teil nach Südwesten (Valserine, Bienne, Ain). Nach Osten hin fällt das Gelände zum Genfersee ab, vom Col de la Faucille aus hat man einen herrlichen Ausblick auf das Pays de Gex und Genf, mit dem Panorama der Alpen im Hintergrund. Nach Westen verliert das Gelände ein wenig an Höhe, die höchsten Erhebungen sind hier nur mehr um die 1000 Meter hoch. Der Boden der Täler, der oft durch eine Mergelschicht wasserdicht geworden ist, bildet kleine Beckenlandschaften und erlaubt die Entstehung von Bergseen (Lac de l’Abbaye, Lac des Rousses, Lac de Remoray) und Torfmooren.

## Flora und Fauna
Der Park repräsentiert die ganze Abstufung der Vegetation, von den alluvialen Wäldern der Erlen, Weiden und Eschen am Unterlauf der Bienne, bis zu den Bergkiefern am Crêt de la Neige. Während im porösen Kalkgestein das Wasser schnell im Untergrund versickert, werden die Täler von wasserreichen Flüssen belebt. Der dominierende Fichtenwald ist der Lebensraum für Reh, Wildschwein, Dachs und Marder, aber auch der Luchs ist hier heimisch, auch wenn er sehr scheu ist und sich selten sehen lässt. Die hohen Massive schützen die Ringdrossel, den Schwarzspecht, aber auch das Auerhuhn und den Raufußkauz.

## Wirtschaft und Tourismus
Aber der Naturpark ist auch ein bewohntes Territorium, dessen Bevölkerung mit vielfältigen Produkten ihren Lebensunterhalt bestreitet. Die Kuhherden der Rasse Montbéliard beliefern die gesamte Region mit Milch, die auch zu den AOC-Käsesorten Morbier und Bleu de Gex weiter verarbeitet wird. Die Handwerker erhalten die Tradition des Drechselns von Holz- oder Hornmaterialien, die Edelsteinschleiferei, die Uhrmacherei, die Herstellung von Pfeifen, Spielzeug oder Modeartikeln, wie Brillen oder Knöpfe. Natürlich spielt auch der Tourismus eine große Rolle, der hier nicht nur im Sommer betrieben werden kann, sondern auch im Winter für Langläufer und Schneeschuhwanderer ein attraktives Umfeld bietet. Aber auch die Liebhaber des alpinen Skilaufs können ihre Leidenschaft auf den Hängen von Les Rousses, Mijoux, Crozet, Lélex oder in Menthières, Gemeinde Chézery-Forens, stillen.